# سيريسارا
سيريسارا هي كومونا في مقاطعة مانتوفا في منطقة لومباردي الإيطالية، وتقع على بعد حوالي 110 كيلومتر (68ميل) شرق ميلانو وحوالي 20 كيلومتر (12ميلا) شمال غرب مانتوفا. اعتبارا من 31 ديسمبر 2004م ، كان عدد سكانها (2544) نسمة ومساحتها 37.8 كيلومتر مربع (14.6 ميل مربع).
بلدية سيريسارا تحتوي على فرازيوني (التقسيمات الفرعية ، بشكل رئيسي القرى الصغيرة ) سان مارتينو جوسناغو وفيلا كابيلا.
تحد سيريسارا البلديات التالية: كاسالولدو ، وكاستل جوفريدو ، وجازولدو ديجلي إيبوليتي ، وجويتو ، وجويدزولو ، وميدول ، وبيوبيجا ، وروديجو.

## روابط خارجية
- www.comune.ceresara.mn.it/